# Sportler des Jahres 1989 (Deutschland)
Die Sportler des Jahres 1989 in Deutschland wurden von den Fachjournalisten gewählt und am Jahresende im Kurhaus von Baden-Baden ausgezeichnet. Veranstaltet wurde die Wahl zum 43. Mal von der Internationalen Sport-Korrespondenz (ISK).

## Männer
| Platz | Sportler                     | Sportart       | Punkte | Erfolge 1989                                                          |
| ----- | ---------------------------- | -------------- | ------ | --------------------------------------------------------------------- |
| 1.    | Boris Becker                 | Tennis         | 3011   | Sieger Wimbledon u. US Open, Halbfinale French Open, Sieger Davis Cup |
| 2.    | Andreas Aguilar              | Turnen         | 2082   | Weltmeister Ringe                                                     |
| 3.    | Jörg Roßkopf/Steffen Fetzner | Tischtennis    | 1418   | Weltmeister Doppel                                                    |
| 4.    | Hansjörg Tauscher            | Ski Alpin      | 0939   | Weltmeister Abfahrt                                                   |
| 5.    | Georg Hackl                  | Rennrodeln     | 0739   | Weltmeister u. Weltcupsieger                                          |
| 6.    | Armin Bittner                | Ski Alpin      | 0595   | Weltmeisterschaftszweiter u. Weltcupsieger Slalom                     |
| 7.    | Reinhold Roth                | Motorradsport  | 0297   | Weltmeisterschaftszweiter 250-cm³-Klasse                              |
| 8.    | Albin Killat                 | Wasserspringen | 0287   | Europameister 3-Meter-Brett                                           |
| 9.    | Alexander Koch               | Fechten        | 0233   | Weltmeister Florett, Zweiter mit Mannschaft                           |
| 10.   | Dieter Baumann               | Leichtathletik | 0211   | Dritter Hallenweltmeisterschaften 3000-Meter-Lauf                     |

## Frauen
| Platz | Sportler                      | Sportart       | Punkte | Erfolge 1989                                                      |
| ----- | ----------------------------- | -------------- | ------ | ----------------------------------------------------------------- |
| 1.    | Steffi Graf                   | Tennis         | 3376   | Siegerin Wimbledon, US Open, Australian Open u. WTA Championships |
| 2.    | Nicole Uphoff                 | Dressurreiten  | 1792   | Europameisterin Einzel u. Mannschaft                              |
| 3.    | Anja Fichtel                  | Fechten        | 1721   | Weltmeisterschaftszweite Florett, Erste mit Mannschaft            |
| 4.    | Claudia Leistner              | Eiskunstlauf   | 1268   | Weltmeisterschaftszweite, Europameisterin                         |
| 5.    | Zita Funkenhauser             | Fechten        | 0814   | Weltmeisterschaftsdritte Florett, Erste mit Mannschaft            |
| 6.    | Marion Isbert                 | Fußball        | 0370   | Europameisterin mit Nationalmannschaft                            |
| 7.    | Helga Arendt                  | Leichtathletik | 0367   | Hallenweltmeisterin 400-Meter-Lauf                                |
| 8.    | Michaela Gerg                 | Ski Alpin      | 0317   | Weltmeisterschaftsdritte Super-G, Weltcup-Dritte Abfahrt          |
| 9.    | Renate Riek                   | Volleyball     | 0284   | Deutsche Meisterin u. Pokalsiegerin mit CJD Feuerbach             |
| 10.   | Katrin Adlkofer/Susanne Meyer | Segeln         | 0280   | Weltmeisterinnen 470er                                            |

## Mannschaften
| Platz | Sportler                               | Sportart      | Punkte | Erfolge 1989                                         |
| ----- | -------------------------------------- | ------------- | ------ | ---------------------------------------------------- |
| 1.    | Deutschland-Achter                     | Rudern        | 2583   | Weltmeister                                          |
| 2.    | Davis-Cup-Mannschaft                   | Tennis        | 2558   | Sieger Davis Cup                                     |
| 3.    | Fußballnationalmannschaft Frauen       | Fußball       | 1485   | Europameister                                        |
| 4.    | Florett-Mannschaft Frauen              | Fechten       | 1108   | Weltmeister                                          |
| 5.    | Deutsche Wasserballnationalmannschaft  | Wasserball    | 1037   | Europameister                                        |
| 6.    | 4-mal-100-Meter-Freistilstaffel Männer | Schwimmen     | 0669   | Europameister                                        |
| 7.    | Dressurreiter-Equipe                   | Dressurreiten | 0561   | Europameister                                        |
| 8.    | TUSEM Essen                            | Handball      | 0466   | Europapokalsieger der Pokalsieger, Deutscher Meister |
| 9.    | FC Bayern München                      | Fußball       | 0269   | Halbfinale UEFA-Pokal, Deutscher Meister             |
| 10.   | SB Rosenheim                           | Eishockey     | 0207   | Deutscher Meister                                    |